# Kostadin Zahov
Kostadin Zahov (in macedone Костадин Захов?; Strumica, 8 novembre 1987) è un calciatore macedone, portiere del Besa Dobërdoll.

## Carriera

### Club
Il 1º gennaio 2016 viene acquistato a titolo definitivo dalla squadra macedone dello Škendija.

### Nazionale
Nel 2016 ha giocato una partita con la nazionale macedone (una sconfitta per 2-1 sul campo dell'Albania, in una partita valevole per le qualificazioni ai Mondiali del 2018).

## Statistiche

### Cronologia presenze e reti in nazionale
| Cronologia completa delle presenze e delle reti in nazionale ― Macedonia | Cronologia completa delle presenze e delle reti in nazionale ― Macedonia | Cronologia completa delle presenze e delle reti in nazionale ― Macedonia | Cronologia completa delle presenze e delle reti in nazionale ― Macedonia | Cronologia completa delle presenze e delle reti in nazionale ― Macedonia | Cronologia completa delle presenze e delle reti in nazionale ― Macedonia | Cronologia completa delle presenze e delle reti in nazionale ― Macedonia | Cronologia completa delle presenze e delle reti in nazionale ― Macedonia |
| Data                                                                     | Città                                                                    | In casa                                                                  | Risultato                                                                | Ospiti                                                                   | Competizione                                                             | Reti                                                                     | Note                                                                     |
| ------------------------------------------------------------------------ | ------------------------------------------------------------------------ | ------------------------------------------------------------------------ | ------------------------------------------------------------------------ | ------------------------------------------------------------------------ | ------------------------------------------------------------------------ | ------------------------------------------------------------------------ | ------------------------------------------------------------------------ |
| 5-9-2016                                                                 | Scutari                                                                  | Albania                                                                  | 2 – 1                                                                    | Macedonia                                                                | Qual. Mondiali 2018                                                      | -2                                                                       |                                                                          |
| Totale                                                                   |                                                                          | Presenze                                                                 | 1                                                                        |                                                                          | Reti                                                                     | -2                                                                       |                                                                          |

## Palmarès

### Club

#### Competizioni nazionali
- Coppa di Macedonia: 2

Škendija: 2015-2016, 2017-2018
- Campionato macedone: 4

Škendija: 2017-2018,  2018-2019, 2020-2021, 2024-2025